# Hermanner Volksblatt
Das Hermanner Volksblatt war eine deutschsprachige Wochenzeitung, die von etwa 1856 bis 1928 in Hermann, Missouri, erschien. In den frühen 1870er Jahren wechselte die Zeitung kurzzeitig den Verleger und trug die Namen „Gasconade Zeitung“, dann „Gasconade Zeitung und Hermanner Volksblatt“, und dann wieder nur „Hermanner Volksblatt“, bei dem sie bis zum 18. April 1928 blieb. Das Hermanner Volksblatt ist als eine der wenigen deutsch-amerikanischen Zeitungen bekannt, die während des Ersten Weltkriegs populär blieben, indem sie eine pro-amerikanische politische Haltung einnahmen.

## Geschichte
Die Zeitung geht zurück auf das Hermanner Wochenblatt, das seit 1845 erschienen war und durch Jacob Graf als Hermanner Volksblatt erschien. Die Zeitung trat für den Abolitionismus ein.
Deshalb musste die Zeitung während des Bürgerkriegs vor den Durchsuchungstruppen der konföderierten Generäle Price und Marmaduke versteckt werden, indem die Druckermaschinen vergraben wurden.
Als Jacob Graf 1870 starb, übernahm seine Frau Christine eine Zeit lang das Blatt, verkaufte es aber 1872 an Charles Eberhardt. Graf kaufte die Zeitung 1875 zurück. 1882 gründeten ihre Söhne Julius und Theodore Graf die Graf Brothers, um die Zeitungen der Familie zu verlegen. Im Juli 1905 gründeten sie die Graf Printing Co., die die Zeitung bis zu ihrer Einstellung 1928 weiterführte.
Im Jahr 1879 lag die Auflage zwischen 500 und 1.000 Stück, zwischen 750 und 1.000 im Jahr 1887, und über 1.000 im Jahr 1900 bis in die 1920er.

## Nachweise
1. 1 2 3  Library of Congress catalog record sn93060116
2. ↑  Adolf E. Schroeder: Little Germany on the Missouri: The Photographs of Edward J. Kemper, 1895–1920. University of Missouri Press, Columbia, Missouri 1998, ISBN 0-8262-1205-0, Hermann—A Brief History, S. 27–28.
3. ↑  Hermann A-C Completes 69th Year as Newspaper. In: Gasconade County Republican. Band 39, Nr. 37, 30. Juli 1942, S. 4 (newspapers.com [abgerufen am 20. Januar 2016]).
4. ↑  George H. King: History of Hermann. In: Hermann Advertiser. Band 3, Nr. 38, 7. Juli 1876, S. 4 (newspapers.com [abgerufen am 20. Januar 2016]).
5. ↑  Volksblatt, Old German Language Paper, Stopped. In: Constitution-Tribune. Band 35, Nr. 60. Chillicothe, Missouri 9. Mai 1928, S. 2 (newspapers.com [abgerufen am 20. Januar 2016]).
6. ↑  American Newspaper Directory. Geo. P. Rowell & Co., New York 1879, S. 189 (google.com [abgerufen am 19. Januar 2016]).
7. ↑  American Newspaper Directory. Geo. P. Rowell & Co., New York 1887, S. 380 (google.com [abgerufen am 19. Januar 2016]).
8. ↑  American Newspaper Directory. Geo. P. Rowell & Co., New York 1900, S. 1235 (google.com [abgerufen am 19. Januar 2016]).
9. ↑  Walter D. Kamphoefner: Paths Crossing: Essays in German-American Studies. Hrsg.: Cora Lee Kluge. Peter
Lang, Bern, ISBN 978-3-0343-0221-0, Elvis and Other Germans, S. 40.